# フィフィ
フィフィ（Fifi, 1976年2月25日 - ）は、エジプト出身で日本育ちの外国人タレント、コメンテイター。サンミュージックプロダクション所属。
カイロ出身。中京大学卒業。日本人男性と結婚した1児の母。

## 来歴
エジプト人の両親の間にエジプトの首都カイロで三姉妹の次女として生まれ、2歳の時に日本に移住する。1994年に高校を卒業後、中京大学情報科学部に入学する。
卒業後、募集要項に外国に行ける仕事と言う項目に興味を示し、JOYSOUNDのエクシングに入社。エクシング社で制作部門に配属され、通信カラオケのテロッパー、カラオケデータのダウングレード、黎明期のK-POPの導入、カラオケ新譜BGM関連の特許を担当していた。その後、左遷状態で退職し、音楽制作絡みで転職活動を行い、エイベックス・エンタテインメントやキングレコードに応募したが、別の音楽制作関連企業に就職して上京。
2001年5月30日、米国滞在時にフロリダ州立大学の映画学部に留学していた、映像制作の仕事をする日本人男性と結婚する。2004年、勤務先の音楽制作関連企業を退社する。
2005年に前述の日本人男性との間に男児を出産。その後、 TBS系の深夜バラエティー番組『アイチテル!』に出演する。同番組でタレントデビューし、「ファラオの申し子」のニックネームで、歯に衣着せない言動で人気となった。
「ファラオの申し子」は元雨上がり決死隊の宮迫が名付けたとされる。ファラオの申し子キャラで、稲川素子事務所とタレント契約の元、幼少時からのあだ名である「フィフィ」でタレント活動を開始。2007年10月、所属事務所をプラチカに移籍。2011年7月にプラチカとの契約を満了、同年10月よりサンミュージックプロダクションに移籍。

## 人物
- 趣味は、映像のアフレコとタロット占い。Jリーグ・横浜F・マリノスのDF、栗原勇蔵の大ファン。バレーボールのロシア代表チームの追っかけもしていた[要出典]。
- 小学生の頃に、『お笑いマンガ道場』（中京テレビ・日本テレビ系）の『だん吉・なお美のおまけコーナー』で、自分のお便りを二回読まれたことがある[5]。
- 外国語の会話能力について、中国語は4年間学び、韓国語は初級でハングルが読める程度。英語は日常会話程度。アラビア語（エジプトの公用語）と日本語はどれも中途半端であり、基本は名古屋弁であるとTwitterで2012年に述べているが[6]、完璧な発音の日本語を話しているのが公式youtubeチャンネルで確認できる[7]。
- 日本の立ち食いが好きで富士そばの立ち食いそばを食べに行っている[要出典]。
- 6代目いいとも青年隊の追っかけをしていたことがあり、中上雅巳のファンだった[8]。
- 2013年エジプトクーデターの際は、エジプト軍が市民を虐殺しているとして、暫定政権や、エジプト軍に13億ドルの支援をしているアメリカ合衆国を批判。エジプト軍に120億ドルの支援をしているアラブ首長国連邦、サウジアラビア、クウェートについてもアラブの裏切り者であるとした[9]。また日本のメディアに対しても、暫定政権寄りの報道をしていると批判した[10]。
- 2018年3月25日に開かれた自民党大会の懇親会に出席し首相・安倍晋三との2ショット写真をツイッターにアップし、「安倍総理にお会いできて感激です」と歓喜している[11]。
- 野田小4女児虐待事件などを引き合いに「児童虐待防止法改正に反対した蓮舫議員が、今回の虐待死の件で現政権を責めることが出来るのか」と『児童福祉法の一部を改正する法律の一部改正』[12](平成16年4月7日可決）[要出典]において、蓮舫議員が反対したことに疑問を呈する発言をネット上で行った[13]。その後、追従する形で日刊スポーツやスポーツ報知などの新聞社も発言を報じた[14]。一方で、蓮舫議員の初当選は平成16年7月11日の第20回参議院議員通常選挙であり、件の法改正に関わっていないこと、『児童福祉法の一部を改正する法律の一部改正』では反対票は0であったこと等[15]、発言内容の齟齬が指摘されていた[16]。後に、蓮舫議員からも「誤解が流布されている」という指摘を受けた[17]。指摘を受けた後、発言内容を謝罪、訂正及び削除した[18]。また、報道した新聞各社も併せて訂正、謝罪する事態となった[19]。
- 2024年には、日本のルールを守らない外国人について、自身のような遵法外国人に迷惑だとして、取締強化を求めた。アメリカでトランプ大統領が当選した背景について、不法移民の取締がされていなかったこと、(合法)移民らも不法移民の取締を求めていることをメディアも理解していなかったからだと指摘している。ヒスパニック系等移民層によるトランプ支持が増加したの理由は、不法移民が移民全体の印象を落として迷惑だからと述べている[20]。
- 2025年1月末に、5年間やっていたフィフィチャンネルというYouTubeチャンネルの終了を発表した。制作の方に7割の収益が支払わていたこと、制作側の経費も決まった撮影場所での撮影ばかりでほとんど掛かっていないことから収益配分の見直しを求めたところトラブルになっていたこと、パスワードが分からないため何も出来ないと語った。制作担当者は「自分がGoogleと契約した」という理由で、フィフィが配信をやめるのならフィフィチャンネルを売ると脅しており、48万人登録者がいるチャンネルを取られてしまうので最近まで続けていたことを明かした[21]。
- 2025年の参議院選挙の後、右翼系チャンネルで「日本に帰化した云々」と述べたとされる[22]。
- 2025年8月8日、東京都新宿区で行われた参政党の街頭演説において、大きく「×」印を付けた日章旗を振る人物が「差別をやめろ」と叫び、発煙筒を使用しながら中指を立てるなどの行為があった。タレントのフィフィは、画像をＸに掲載し「これは政党批判に乗っかった、反日勢力による日本への侮辱。」と断じた。「まず、外国の国旗は毀損したら有罪で、日の丸に対しては“表現の自由”でやり放題って、そんな不平等な日本人差別の法律がおかしい。高市氏が『国旗損壊罪』の制定を求めるも、反対した連中がいたとか…この異常さを、マスメディアも報じない。」とこちらも「国旗損壊罪」について言及した[23]。また、続けての投降では「日の丸に×されても、平気なくらい日本人の愛国心は、マスメディアと、日教組の自虐史によって削ぎ落とされました。」と指摘。「こんなこと言うだけで、極右だの、ネトウヨだの異質に見られるんだから、かなりの重症。自国への愛を表現することすら憚られるこの異常さ、日本はもう終わりだよ、それ程にヤバい状況。」と憂いた[23]。

## 出演番組

### YouTube

#### 現在
- フィフィ- YouTube
- フィフィ 2nd ch- YouTube
- FRONTIER TV- YouTube

### テレビ

#### 過去
- そこまで言って委員会NP（読売テレビ、2016年より）パネリストとして不定期出演
- バイキング（フジテレビ・放送終了）コメンテーターとして不定期出演
- 知的冒険 ハッケン!!（フジテレビ系・放送終了）
- 太田光の私が総理大臣になったら…秘書田中。（日本テレビ系・放送終了） 現在までに2回出演
- 英語でしゃべらナイト（NHK・放送終了） 現在までに1回出演
- アイチテル!（TBS系・放送終了）
- 爆笑100分テレビ!平成ファミリーズ（日本テレビ系・放送終了）
- KUNOICHIクノイチ（TBS系）参加
- カスペ!芸能界危ない家に住んでいるのは誰だスペシャル4（フジテレビ系）リポーター
- 情報ライブ ミヤネ屋（日本テレビ系、2010年3月24日）コメンテーター
- 高校講座世界史（Eテレ）
- 幼獣マメシバ（UHF、2009年放送） - 御手洗クリス 役
- 怪盗100面相（日本テレビ、2013年11月23日）
- 遺産相続弁護士 柿崎真一（日本テレビ、2016年7月7日 - 9月22日）アオザイ 役
- シロでもクロでもない世界で、パンダは笑う。 第3話（2020年1月26日、日本テレビ） - ミルコビッチ 役
- モーニングCROSS（TOKYO MX、2014年6月現在）不定期レギュラー
- ニュースザップ（BSスカパー!、2014年10月より）コメンテーターとして不定期出演

### ラジオ

#### 過去
- フィフィのディベートキング（ニコニコ生放送、2014年3月より月2回）メインMC
- 吉田照美 飛べ!サルバドール （文化放送 2013年4月より）水曜サルバトラー
- ガイジンさん大指摘!爆笑!日本人の急所!（ラジオ日本）出演は1ヶ月半に1回程度
- 金剛地武志TOMORROW ゲスト出演（J-WAVE）
- ゴチャ・まぜっ!（MBSラジオ）
- すっぴん!（NHKラジオ第1放送　2012年4月より）月曜パーソナリティ

### インターネット

#### 過去
- フィフィの何でもきいて！（ニコジョッキー、2013年3月25日）

### PV
- LGYankees「Eternal」

## 著書
- 『おかしいことを「おかしい」と言えない日本という社会へ』（2013年、祥伝社、ISBN 978-4-396-61467-6）
- 『日本人に知ってほしいイスラムのこと』（2018年、祥伝社、ISBN 978-4-396-11540-1）
- 『まだ本当のことを言わないの？　―日本の9大タブー―』（2023年、幻冬舎、ISBN 978-4344041097）